# 刘守通
刘守通（?—?），十国南漢宗室，后主劉鋹的第四子。
南漢后主劉鋹有4子，刘守通为第四子。生母不詳。史书没有记载刘守通在南汉的封爵，971年，南汉灭亡，刘守通和劉鋹一起投降宋朝。刘守通在宋朝被封为供奉官。其后事迹不详，不知何时去世。